# Irina Turova
Irina Turova (Unión Soviética, 14 de mayo de 1935-8 de febrero de 2012) fue una atleta soviética especializada en la prueba de 100 m, en la que consiguió ser campeona europea en 1954.

## Carrera deportiva
En el Campeonato Europeo de Atletismo de 1954 ganó la medalla de oro en los 100 metros, llegando a meta en un tiempo de 11.8 segundos, por delante de la neerlandesa Bertha van Duyne (plata con 11.9 segundos) y la británica Anne Pashley (bronce también con 11.9 segundos).